# 彭仁孟
彭仁孟，台灣电影工作者，影視劇組資深電工。電影圈稱為「彭爸」的彭仁孟是第57屆金馬獎「年度台灣傑出電影工作者」得主，他在1981年入行，曾任燈光助理，後來轉任電工一待近40年，片場內需要用電的地方都和彭仁孟有關，生涯參與的影視作品超過百部，其中包含電影作品16部。彭仁孟於2020年過世，由他的兒子代為領獎，當年有三部幕後參與的電影同時入圍：《消失的情人節》、《刻在你心底的名字》、《逃出立法院》。